# Tunnel Roßbacher Forst
Der Tunnel Roßbacher Forst (teils auch Rossbach-Tunnel) ist ein 255 m langer Eisenbahntunnel der Schnellfahrstrecke Hannover–Würzburg. Das Bauwerk liegt westlich des Ortsteils Altengronau der osthessischen Gemeinde Sinntal. Er ist der südlichste Tunnel der Strecke in Hessen.
Das Bauwerk nimmt zwei Gleise auf einem Schotteroberbau auf, die planmäßig mit bis zu 250 km/h befahren werden können.

## Lage und Verlauf

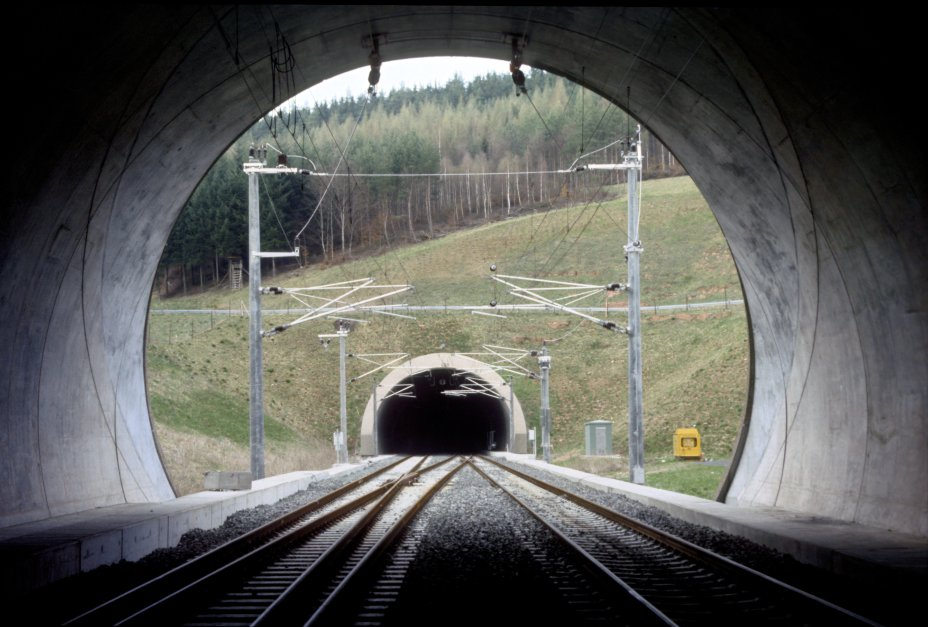
Blick aus dem Nordportal auf den Altengronauer-Forst-Tunnel (1987)

Nördlich folgt, nach einem kurzen offenen Streckenabschnitt, der Altengronauer-Forst-Tunnel. Südlich schließt sich, ebenfalls nach einem offenen Abschnitt, die Hangbrücke Dittenbrunn an.
Im Tunnel liegt ein Teil der Überleitstelle Altengronau.

## Geschichte
Der Tunnel war, als einer von drei Tunneln im Südabschnitt der Neubaustrecke, bereits Ende 1983 fertiggestellt gewesen.
Das Bauwerk war 1981 noch nicht vorgesehen.

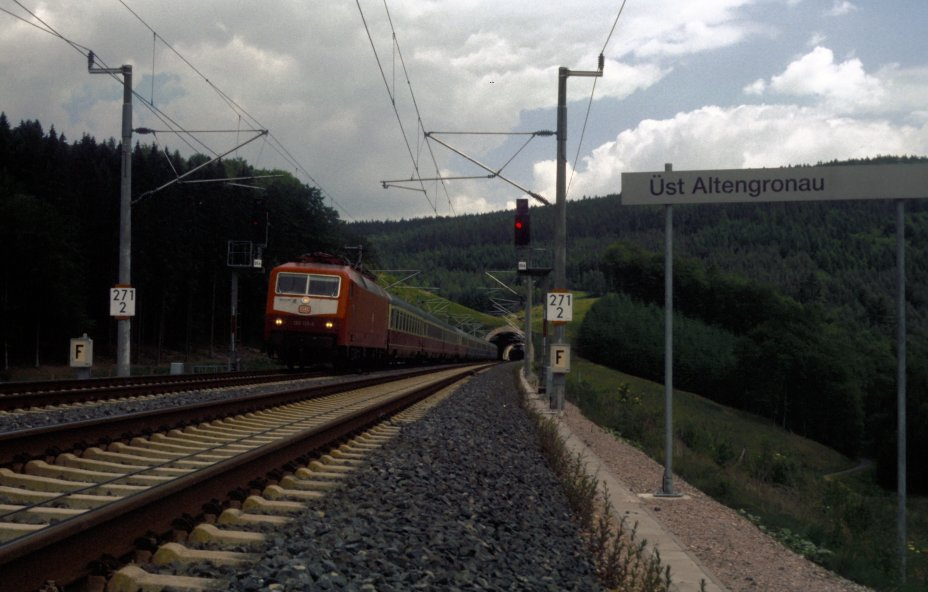
Ein InterCity verlässt den Tunnel Richtung Würzburg (Juni 1988).

Der Tunnel wurde, als Teil des Abschnitts Fulda–Würzburg der Neubaustrecke, 1988 für den kommerziellen Verkehr in Betrieb genommen.